# Vine (serviço)
Vine foi um serviço de armazenamento de vídeos em formato curto. Fundado em junho de 2012, foi adquirido pelo site em microblogging Twitter em outubro de 2012, antes de seu lançamento oficial. O serviço permite aos usuários gravar e editar seus clipes de vídeo em sequência de seis segundos e revinar. Revinar é o lugar onde você pode compartilhar com outras pessoas os posts com seus seguidores. Alguns Vines são revinados automaticamente com base no que é popular. Os vídeos podem ser, em seguida, publicado através da rede social do Vine e compartilhado em outros serviços, como Facebook e Twitter. O aplicativo do Vine também pode ser usado para navegar através dos vídeos postados por outros usuários, além dos grupos de vídeos por tema e vídeos de tendências.

## História
O Vine foi fundado por Dom Hofmann, Rus Yusupov e Colin Kroll em junho de 2012. A empresa foi adquirida pelo Twitter em outubro de 2012 por 30 milhões de dólares, declarados.
O Vine estreou em 24 de janeiro de 2013 como um aplicativo gratuito na App Store do iOS. Em 2 de junho de 2013, o Vine para Android foi disponibilizado como um aplicativo gratuito na Google Play.
Em alguns meses, o aplicativo tornou-se o serviço de compartilhamento de vídeos mais utilizado no mercado, mesmo com baixa adoção do app. Em 9 de abril de 2013, o Vine se tornou o aplicativo gratuito mais baixado dentro da App Store e e em 1 de maio de 2014, o Vine lançou uma versão web do serviço para explorar os vídeos.

## Características
O Vine permite aos usuários gravar videoclipes curtos de seis  segundos de duração durante a gravação através do aplicativo da câmera. A câmera grava somente enquanto a tela está sendo tocada, permitindo aos usuários editar em tempo real ou criar efeitos em stop motion.
Recursos adicionais foram adicionados ao aplicativo em julho de 2013; estes incluem grade e uma ferramenta para a câmera de imagem fantasma, curadoria de canais (incluindo áreas temáticas e tendências de tópicos/usuários), capacidade de vídeos de dar "revine" em um fluxo de vídeos pessoais e proteger posts.
Em julho de 2014, o Vine atualizou seu aplicativo com um novo "contador de loop " no sentido de que sempre que alguém vê um vine, um número em cima do vídeo aparecerá mostrando quantas vezes ele foi visto. A contagem do "loop" também inclui visualizações de vines que são incorporados em outros sites.

## Uso
O Vine tem atraído diferentes tipos de usos, incluindo um formato curto de comédia e apresentações de música, e animações em stop motion. O serviço também tem sido usado para o jornalismo: em 1 de fevereiro de 2013, uma jornalista turco usou ele para documentar o rescaldo de um ataque suicida em frente à embaixada dos Estados Unidos na Turquia, para o qual ele descobriu que 6 segundos de vídeo iria cobrir todos os detalhes importantes. O Vine também vem ganhando espaço como uma ferramenta promocional; em 2013, a lista de faixas do álbum Random Access Memories do Daft Punk foi revelado através de um vídeo no Vine, e em 9 de setembro de 2013, a Dunkin' Donuts tornou-se a primeira empresa a usar apenas o Vine como propaganda de televisão.
Vídeos de músicas orientada também tiveram sucesso com o serviço; em julho de 2013, um post no Vine apresentando um grupo de mulheres dançando twerk à canção de 2012 "Don't Drop That Thun Thun" se tornou um viral, gerando vídeos de resposta, e levou a música previamente obscura a pico de #35 na parada Billboard Hot 100.
Em março de 2013, 22 Vines foram apresentados em uma exposição intitulada #SVAES (The Shortest Video Art Ever Sold; O Vídeo Arte mais Curto já Vendido) na feira de arte Movimento e Imagem em na cidade de Nova Iorque. Cópias dos vídeos estavam disponíveis para compra em pen drives por US$200 cada. "Tits on Tits on Ikea" de Angela Washko foi vendida para uma assessora holandesa, curadora e coletora Myriam Vanneschi durante o evento, marcando a primeira venda de um Vine como arte.

## Recepção
Uma crítica da BBC descreveu a coleção de vídeos do Vine ser "hipnotizante", como "[assistir a um] carrossel desconcertante em fatias de seis segundos da vida comum passada.".
Logo após seu lançamento, o Vine enfrentou críticas de como ela controlaria a pornografia; enquanto pornô não é proibido pelas diretrizes do Twitter, um clipe sexualmente explícito foi acidentalmente caracterizado como a "Escolha do Editor" no aplicativo Vine, como resultado de "erro humano". Como o conteúdo pornográfico viola os termos de serviços da Apple, a classificação do aplicativo foi alterado para maior de 17 anos em fevereiro de 2013 após um pedido da Apple. Causando tal reação por causa da "Escolha do Editor", muitos usuários do Vine disse que iria parar de usar o aplicativo. O Twitter começado logo encerra tais vídeos que apareceram na página inicial. Em reação, o Twitter tem atualizado seus termos de serviço, afirmando que eles reservam o direito de remover quaisquer mensagens que são "pornográfico ou sexualmente explícito" sem o consentimento do usuário.
O Vine foi listado entre os 50 Melhores Apps de 2013 pela Time.